# Ellikon an der Thur
Ellikon an der Thur es una comuna suiza del cantón de Zúrich, situada en el distrito de Winterthur. Limita al norte con la comuna de Uesslingen-Buch (TG), al este con Frauenfeld (TG), al sur con Gachnang (TG), Bertschikon y Wiesendangen, al oeste con Rickenbach, y al noroeste con Altikon.

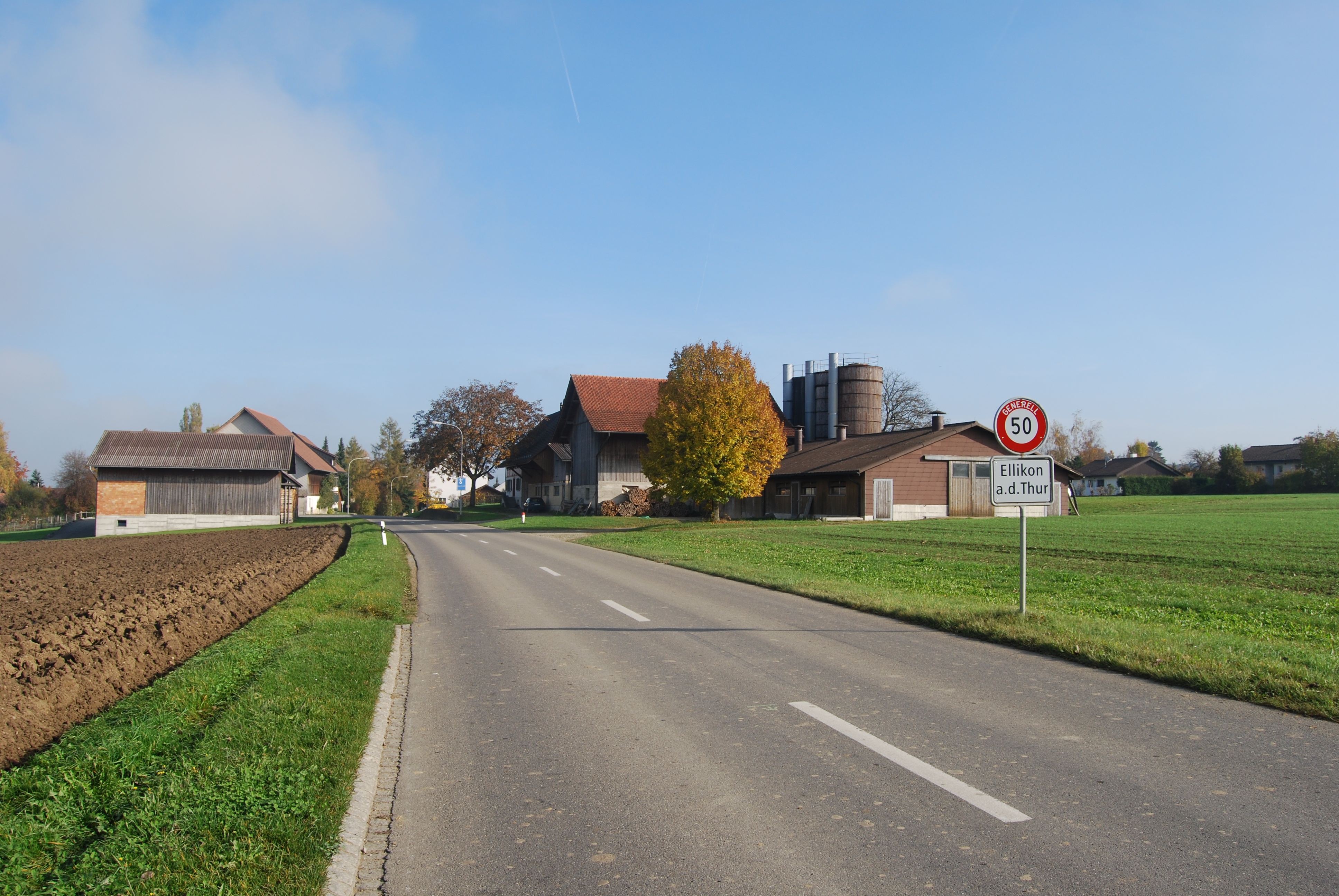
Ellikon an der Thur